# Vonetta Flowers
Vonetta Flowers, född den 29 oktober 1973 i Birmingham, Alabama, är en amerikansk bobåkare.
Hon tog OS-guld i damernas tvåmanna i samband med de olympiska bobtävlingarna 2002 i Salt Lake City.